# サン・ジョバンニ・イン・ラテラノ大聖堂
座標: 北緯41度53分9.26秒 東経12度30分22.16秒 / 北緯41.8859056度 東経12.5061556度

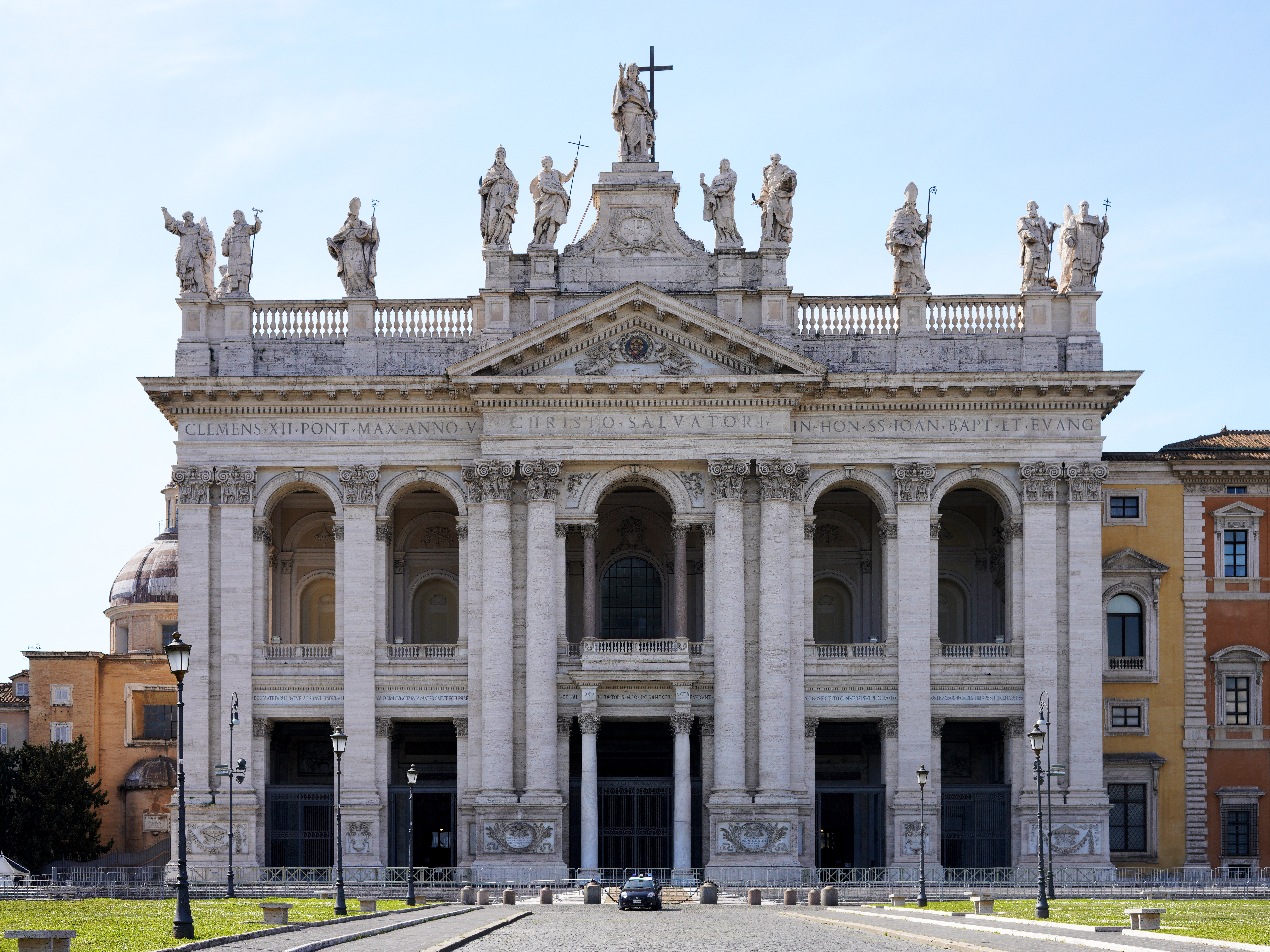
サン・ジョバンニ・イン・ラテラノ大聖堂

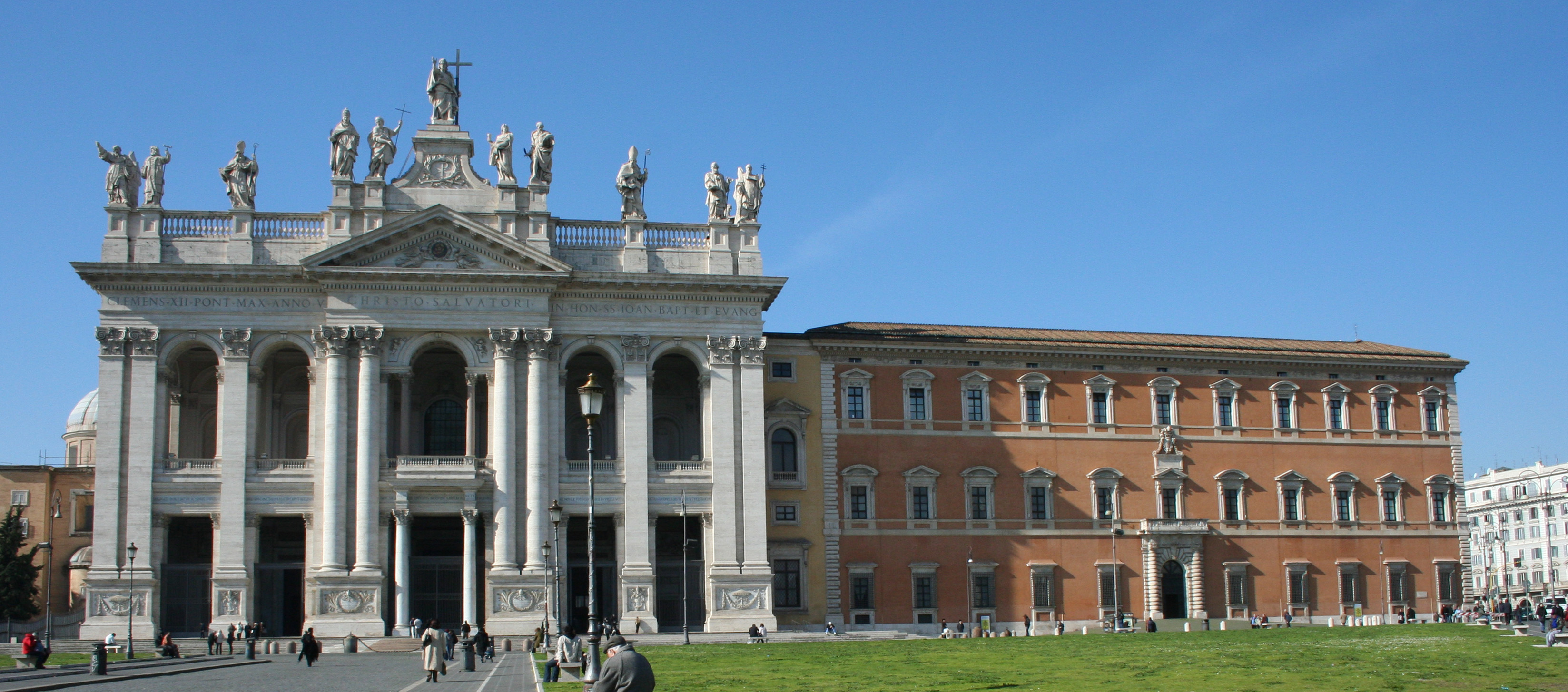
サン・ジョバンニ・イン・ラテラノ大聖堂

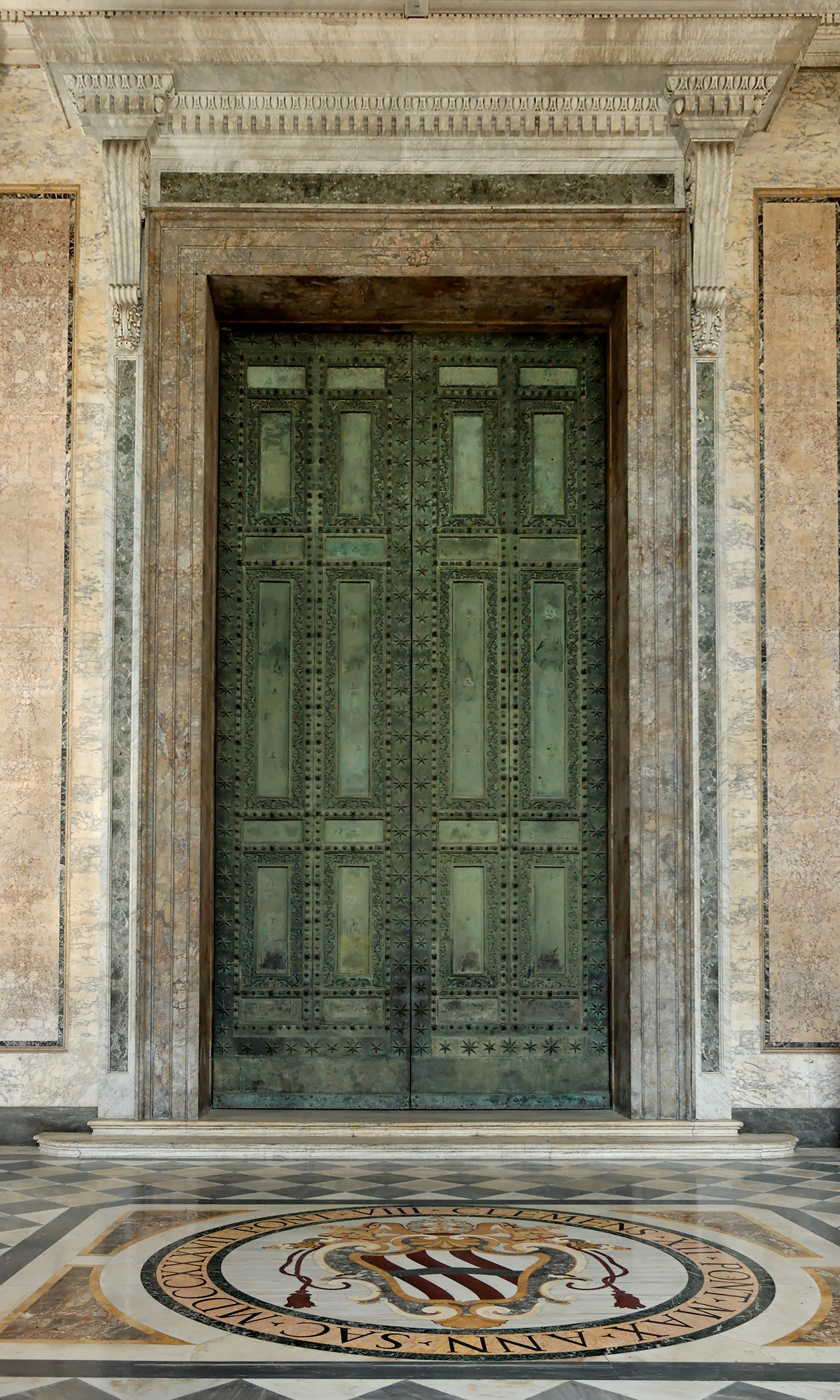
クーリアの青銅の門

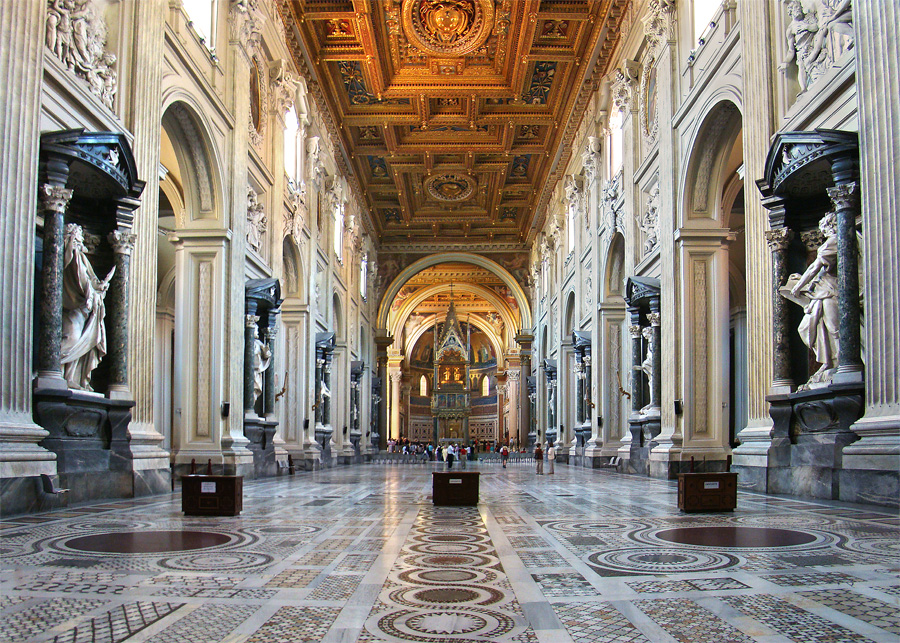
内部

サン・ジョバンニ・イン・ラテラノ大聖堂（サン・ジョバンニ・イン・ラテラノだいせいどう、San Giovanni in Laterano）は、イタリアのローマにあるカトリック教会の大聖堂。ラテラン教会、ラテラン大聖堂とも呼ばれる。「ラテラノ」は「ラテラーノ」とも表記する。ラテラノ宮殿が隣接している。
ローマの四大バシリカ（古代ローマ様式の大聖堂）の一つに数えられる。四大バシリカとはこのラテラノ大聖堂とサン・ピエトロ大聖堂、サンタ・マリア・マッジョーレ大聖堂、サン・パオロ・フオーリ・レ・ムーラ大聖堂（城壁外の聖パウロ大聖堂）である。さらにサン・ロレンツォ・フオーリ・レ・ムーラ大聖堂（城壁外の聖ラウレンティウス大聖堂）を加えて五大バジリカと呼ぶこともある。
ラテラノ大聖堂はバチカンの領域外にあるが、ラテラノ条約によってバチカンの特別な権利が認められている。

## 歴史

### 古代からアヴィニョン捕囚まで
古代においてラテラノ大聖堂は「救世主大聖堂」と呼ばれ、ローマの多くの教会のランク付けの中で最上位に置かれ、信徒たちの敬意を集めた。ラテラノ大聖堂はローマ司教としての教皇の司教座聖堂（カテドラル）であることから、「全カトリック教会の司教座聖堂」「すべての教会の母」とも称される。
もともとこの場所にはローマ帝国の時代、ラテラヌス家という一族が豪華な邸宅を構えていた。ラテラヌスの一族は数人の皇帝につかえた。セクスティウス・ラテラヌスは一族の中から初めてコンスル（執政官）に任命された。その後、一族のプラティウス・ラテラヌスが執政官を勤めていた時、ネロ帝に対する反乱の容疑でとらえられ、邸宅と財産を没収された。
その後、コンスタンティヌス帝がマクセンティウス帝の妹であったファウスタを娶ったときに、ラテラヌス家の邸宅を手にいれた。そこでファウスタが暮らしたため、「ドムス・ファウスタ」（ファウスタの家）と呼ばれるようになった。コンスタンティヌスは後にキリスト教徒たちにこの邸宅一式を譲った。キリスト教徒たちがこの建物を譲り受けたのはいつの頃かは定かではないが、歴史家たちは教皇ミルティアデスの時代、313年頃ではないかと考えている。ミルティアデスの時代、ドナティスト論争の決着のために教会会議が開かれた。そこでは事効論が採用され、人効論を異端的として退けた。以降、ラテラノ家のものだった邸宅に教皇が暮らすようになり、ラテラノ宮殿（教皇宮殿）と呼ばれるようになった。敷地内のバシリカは聖堂に転用されたが、後に拡張されてローマ司教である教皇の司教座聖堂（カテドラル）となった。
ラテラノ大聖堂の正式な献堂式は324年に教皇シルウェステル1世によって行われた。同時に世界の中心たるローマで最大の聖堂であることから、世界の母なる聖堂と称され、聖堂の中の聖堂としての栄誉を受けた。
その後、10世紀に入ると洗礼堂が新築されたことの記念に、教皇セルギウス3世がこの聖堂を洗礼者ヨハネに再奉献した。12世紀のルシウス2世は聖堂と宮殿をあわせて福音記者ヨハネに奉献した。ラテラノ大聖堂は二人のヨハネを記念する聖堂として崇敬を集めた。
ミルティアデス以降の歴代教皇たちはラテラノ宮殿で暮らしたが、14世紀のフランス人教皇クレメンス5世はフランス王の意を受けて聖座をフランス領内のアヴィニョンに移すことを決定した。教皇庁がアヴィニョンに置かれていた間にラテラノ大聖堂と宮殿は荒れるに任され、1307年と1361年に二度の火災にあっている。アヴィニョンの教皇庁は修理にあてるようなにがしかの資金をローマに送金したが、かつてのような威容が保たれることはなかった。

### 聖なる階段スカラ・サンタ
サン・ジョバンニ・イン・ラテラノ大聖堂の敷地内には、イエス・キリストが裁判の日に上ったとされる28段の階段が移設された礼拝堂がある。326年、コンスタンティヌス帝の母で熱心なキリスト教信仰者であったへレナが、エルサレムに巡礼した際、ピラト（イエス・キリストの処刑を命じたローマのユダヤ総督）の宮殿からローマに持って来たとされている。この階段では、いつも敬虔なキリスト教信仰者が祈りをささげながらひざで階段をのぼっている。階段を上った先にはローマ教皇のプライベート祈祷室であるサンクタ サンクトルム（Sancta Sanctorum）がある。

### ラテラノ大聖堂の修復事業

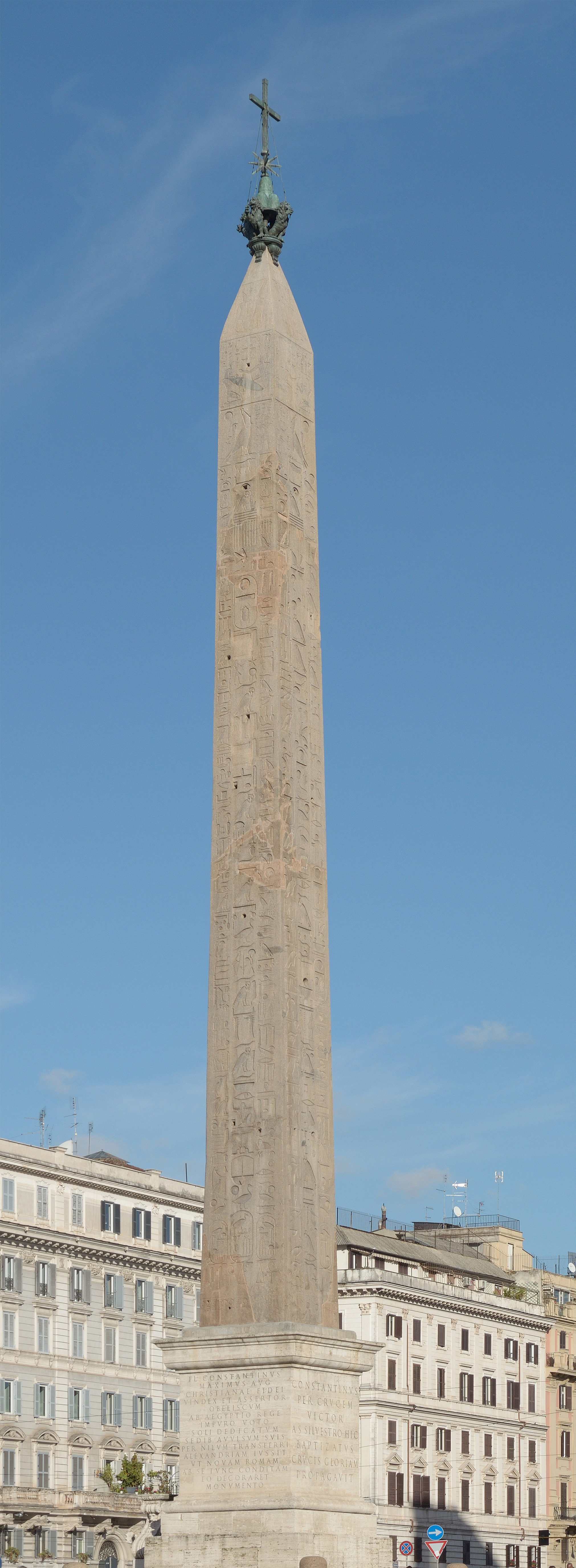
ラテラノ・オベリスク

長らくアヴィニョンにあった教皇庁は紆余曲折をへてようやくローマに戻ったが、ラテラノ大聖堂と宮殿は荒れ果てていたため、教皇はとりあえずテヴェレ川沿いのサンタ・マリア大聖堂（後のサンタ・マリア・マッジョーレ大聖堂）に住むことにした。後に教皇の居住用にサン・ピエトロ大聖堂の隣に教皇宮殿がつくられ、そちらに移った。以後、教皇は現代に至るまでバチカンの教皇宮殿で暮らしている。
16世紀の教皇シクストゥス5世は荒れ果てていたラテラノ大聖堂と宮殿を修復してかつての威容を取り戻そうと考えた。再建後、もともと一体化していたラテラノ大聖堂とラテラノ宮殿は切り離された。ラテラノ宮殿は現在では教皇庁立博物館として古代キリスト教関係の展示品を蒐集している。シクストゥス5世は、お気に入りの建築家ドメニコ・フォンターナに修復事業の総指揮をとらせた。
1620年11月15日、アジアから中東を経てヨーロッパにたどりついた日本人イエズス会士ペトロ岐部は、このラテラノ大聖堂で念願の司祭叙階の秘跡を受けた。彼はその後、迫害の激化していた日本に戻って殉教している。
17世紀になると教皇インノケンティウス10世はフランチェスコ・ボッロミーニに聖堂内部の装飾を大々的に行わせた。18世紀のクレメンス12世はファサードのデザインを公募し、アレッサンドロ・ガリレイの案を採用した。現在見られる聖人たちが立ち並ぶ印象的なファサードはこの案にしたがって1735年に完成している。しかし、このファサードの設置によって教会正面に残っていたバジリカ時代の面影がすべて取り払われてしまうことになった。
ラテラノ大聖堂前の広場にはエジプトから運ばれたオベリスクが屹立している。この「ラテラノ・オベリスク」はもともとトトメス3世によってカルナックに建てられたものだったが、ローマ時代に大競技場チルコ・マッシモに建てるために運ばれ、その後、競技場がなくなると、現在地に移された。
大聖堂に隣接する八角形の洗礼堂は、コンスタンティヌス帝が洗礼を受けたという伝承の残る位置につくられ、永きにわたってローマでただ一つの洗礼堂として尊重された。

### 歴史的意義
ラテラノ宮殿は第一回から第五回まで行われた公会議、ラテラン公会議の舞台ともなっている。詳細は公会議の項を参照。
1929年2月11日には教皇ピウス11世の全権代理ガスパッリ枢機卿とイタリア王国のベニート・ムッソリーニ首相との間で合意が成立し、ラテラノ条約が締結された。その名称は条約が調印されたラテラノ大聖堂とラテラノ宮殿の名称に由来している。
ラテラノ大聖堂は数次にわたって大規模な修復や改築が行われたが、随所に古代の建築物の痕跡をとどめている貴重な建造物であり、1980年に世界遺産に登録されている。（ローマ歴史地区、教皇領とサン・パオロ・フオーリ・レ・ムーラ大聖堂参照。）

### 献堂記念日（ラテラン教会の献堂）
カトリック教会においては、献堂記念日（ラテラン教会の献堂）は11世紀以来、11月9日に祝われている。
前述のとおり、ラテラン教会は「すべての教会の母」であるとされるため、その献堂記念日は本教会のみならず、全世界のカトリック教会において祝われる。11月9日が主日（日曜日）と重なった場合でも優先して祝われる（教会暦#カトリック教会の典礼暦参照）。